# Epuraea rufobrunnea
Epuraea rufobrunnea är en skalbaggsart som beskrevs av Sjöberg 1939. Epuraea rufobrunnea ingår i släktet Epuraea, och familjen glansbaggar. Arten har ej påträffats i Sverige.